# Takafumi Shimizu
Takafumi Shimizu (清水 貴文 Shimizu Takafumi?) (Gunma 30 de junio de 1992) en es un futbolista japonés que se desempeña como centrocampista.

## Trayectoria

### Clubes
| Club           | País  | Año         |
| -------------- | ----- | ----------- |
| Júbilo Iwata   | Japón | 2015 - 2017 |
| Mito HollyHock | Japón | 2017        |
| Tochigi Uva FC | Japón | 2018 -      |

## Estadística de carrera

### J. League
| Club           | Año   | J. League | J. League | Copa J. League | Copa J. League | Total | Total |
| Club           | Año   | Part.     | Goles     | Part.          | Goles          | Part. | Goles |
| -------------- | ----- | --------- | --------- | -------------- | -------------- | ----- | ----- |
| Júbilo Iwata   | 2015  | 12        | 0         | -              | -              | 12    | 0     |
| Júbilo Iwata   | 2016  | 1         | 0         | 4              | 0              | 5     | 0     |
| Júbilo Iwata   | 2017  | 0         | 0         | 0              | 0              | 0     | 0     |
| Mito HollyHock | 2017  | 3         | 0         | -              | -              | 3     | 0     |
| Total          | Total | 16        | 0         | 4              | 0              | 20    | 0     |